# Pleuroloma
Pleuroloma é um gênero de milípedes da família Xystodesmidae. Existem pelo menos 4 espécies descritas em Pleuroloma.

## Espécies
- P. cala (Chamberlin, 1939)
- P. flavipes Rafinesque, 1820
- P. pinicola Shelley, 1980
- P. plana Shelley, 1980